# Fantasia (komiks)
Fantasia či Fantasma je fiktivní postava z komiksů firmy Marvel Comics. Byla vytvořena Markem Gruenwaldem a Kieronem Dwyerem. Jejími schopnostmi jsou magie (převážně iluze), létání a jisté mentální schopnosti.

## Fiktivní biografie
Fantasia byla členem Supreme Soviets, sovětské skupiny superhrdinů. Tým byl vyslán sovětskou vládou zajmout dezertující členy předchozího sovětského superhrdinského týmu Soviet Super-Soldiers, kteří se uchýlili do USA na základnu Avengerů. Fantasia použila svou schopnost iluze na své spolubojovníky a přetvořila je tak na členy Avengerů - Red Guardiana na Kapitána Ameriku, Peruna na Thora, Crimson Dynamo na Iron Mana, Sputnika na Visiona a sama sebe zneviditelnila. Supreme Soviets však byli nakonec poraženi pravým Kapitánem Amerikou a svou misi nesplnili.
Fantasia později změnila své jméno na Fantasma a po rozpadu SSSR se stala členem People's Protectorate. Nakonec se People's Protectorate spojil se Soviet Super-Soldiers a vytvořil takto nový ruský tým Winter Guard. Po pokusech Winter Guard implementovat DNA zesnulé členky Darkstar do jiné ženy a tím ji obdařit schopnostmi původní Darkstar, rezignovalo několik členů, mezi nimi i Fantasma, a znovu vytvořilo The People's Protectorate. Aby přivedli originální Darkstar zpět k životu, rozhodli se pracovat pro Immortuse. Chránili jeho hrad před Dire Wraithy. Steel Guardian (postkomunistický Red Guardian) je v průběhu boje zabit a Fantasma je odhalena jako jeden z Dire Wraithů. Po svém úniku zpět na Zemi je Protektorátem pronásledována. Zde se spojí s Presencem a bojuje proti Winter Guard. Je poražena a vyhnána zpět do Limba.

## Výskyt v komiksech
Fantasia se poprvé objevila v komiksu Captain America #352-353 (duben-květen 1989). Již jako Fantasma se následně vyskytla v Avengers #319-324 (červenec-říjen 1990), Incredible Hulk #393 (květen 1992), Soviet Super-Soldiers #1 (listopad 1992), and Starblast #1 (leden 1994). Objevila se také jako součást hesla Supreme Soviets v Official Handbook of the Marvel Universe Update '89 #7. Vystupuje také v roce 2010 v třídílné minisérii Darkstar and the Winter Guard.
Nová verze Fantasmy se objevila v sériích Black Widow a Widowmaker v roce 2010.